# Fastelavn
 Der er for få eller ingen kildehenvisninger i denne artikel, hvilket er et problem. Du kan hjælpe ved at angive troværdige kilder til de påstande, som fremføres i artiklen.

Fastelavn er en fest, der oprindeligt blev afholdt om aftenen inden kirkens faste, der begynder askeonsdag i den syvende uge før påskedag. Forinden blev der spist, festet og afholdt forskellige konkurrencer og lege. Festen blev med tiden udvidet til at omfatte de tre dage op til askeonsdag; flæskesøndag, flæskemandag og hvide tirsdag ("hvide", fordi man fik mælkemad med fastelavnsboller). Fastelavn var en del af karneval, der blev afholdt tre til otte dage før askeonsdag.
Skikken har formentlig sin oprindelse i før-kristne vinter- og nytårsskikke, herunder frugtbarhedsskikke, i Europa og den nære orient.
Fastelavn var en fest for voksne, men i dag er fastelavn primært en fest for børnene, der kan klæde sig ud og slå katten af tønden.

## Kirkens fastlæggelse af fasten
Ordet fastelavn stammer fra det middelnedertyske Fastelavent, der betyder aftenen før fasten. På den lokale dialekt i Köln er Fastelavent stadig navnet på karnevallet i dag. Karneval carne vale er latin "Kød, farvel".
Fastelavn afholdes før kirkens 40 dages faste. I fasten måtte man ikke spise kød og i nogle tilfælde heller ikke fisk. Fasten varede fra askeonsdag til påske, (idet søndage ikke tælles med). Fastelavnssøndag falder 49 dage før påskedag.
Det kirkelige koncil i Nikæa i 325 vedtog, hvornår påsken ligger. Ved koncilet år 600 blev det bestemt, at der skulle være 40 dages faste før påsken og i 1091, at der ikke skulle fastes på de seks søndage. Før fasten ville man feste. Fastelavnssøndag kaldes også esto mihi, da den latinske messe begynder med de ord.
Den protestantiske kirke har været modstander af fastelavn og karneval.[kilde mangler] Efter reformationen i Danmark forsøgte den lutherske kirke igen og med Christian 4.s hjælp med at afskaffe fastelavnsfesten.[kilde mangler] Protestanter så den som en hedensk fest, der undergravede både den kirkelige og verdslige myndighed. Tidligere kunne karnevallet være udgangspunkt for oprør; alt var ude af gænge og folk maskeret.

## Fastelavn i Danmark
Tidligere fastelavnsfester kunne udarte. På Amager rev man halsen af en ophængt gås og slog katten af tønden, en levende kat. Fastelavn følges af hvide tirsdag med hvedebrød og mad med mælk og askeonsdag med syndsforladelse med et kors tegnet med aske i panden før indgangen i kirken.

### Fastelavnssøndag
Fastelavnssøndag kaldes af kirken quinquagesima af latin for halvtreds, de 50 dage før påskedag (ved anvendelse af inklusiv tælling, dagen ligger 7 uger, dvs. 49 dage før påskesøndag).

### Slå katten af tønden
Det har været en udbredt folketro, at en by kunne slippe for pest, hvis en sort kat blev slået ihjel. Derfor har katte levet livet farligt i hele Europa ved fastelavn. Den skulle i tønden, fordi den var månens listige, hellige dyr, der skulle ofres inden lysere tider. Franskmændene kastede levende katte i sankthansbålet, mens tyskerne smed dem i det bål, de brændte ved påsketid. Eller også kastedes de ud fra et kirketårn.
I Danmark kom den sorte kat i en tønde, hvor den blev mishandlet, mens tønden blev slået i stykker. Når tønden blev slået i stykker, kunne børnene så prygle den tummelumske kat ihjel med kæppe. Tøndeslagningen stammer fra gamle dødsritualer: Potter blev knust, for at den døde ikke skulle gå igen.
Pastor Holm i Tved på Mols fik i 1830'erne standset skikken med katten i tønden. Og i dag slår man katten af tønden uden en levende kat i tønden, men gerne med et billede af en kat udenpå.
I dag  kåres en kattekonge i forbindelse med tøndeslagningen. Der er forskelligt i landet og fra bydel til bydel, hvordan man bliver kattekonge. Desuden bliver der oftest også kåret en kattedronning. Reglerne er forvirrende forskellige for, hvem der bliver dronning eller konge.
Der er en krone til den, der slår bunden ud af tønden (hvorved der falder en masse slik ud), og en anden krone til den, der slår den sidste stav ned. Der er uenighed om, hvad der er vigtigst, og  det er ikke klart, hvad der giver kattekongetitlen. Der er muligvis flertal for, at den, der slår det sidste bræt ned, bliver kattekonge.
Desuden er der andre variationer, der lader den, der slår det første bræt løs, bliver konge/dronning, og her er det så typisk det sidste bræt (første/sidste) der udløser den anden krone. 

### Fastelavnsris
Fastelavnsriset er et bundt friske birkegrene (ris) pyntet med udklippede figurer. Det bruges om morgenen fastelavnssøndag til at vække forældre ved at slå på sengen for at give frugtbarhed. Tidligere risede man også husdyrene på gården for at give dem frugtbarhed. Det er den samme tro med at berøre en skorstensfejer, for han er lykkebringer med sin kost/ris.

### Fastelavn er mit navn
Raslen, hvor udklædte børn går omkring og tigger og synger Fastelavn er mit navn eller lignende sange, er også en fastelavnstradition. De går rundt i nabolaget og synger ved døren for at få penge, fastelavnsboller eller slik, med en trussel i baghånden:
Fastelavn er mit navn,
boller vil jeg have.
Hvis jeg ingen boller får,
så laver jeg ballade.

Boller op, boller ned
boller i min mave.
Hvis jeg ingen boller får,
så laver jeg ballade.

boller små, skal I få,
så I bliver glade,
så vil jeg, ikke have,
I laver mer' ballade.

### Fastelavnsboller
Under fasten var det forbudt at spise kød og hvedebrød. Derfor blev der holdt mange fester inden fasten, og alle mæskede sig. Fastelavnsboller fyldt med sukker og rosiner blev spist tirsdag inden faste. I dag er fastelavnsbollen af wienerbrødsdej. Det kan Frk. Jensens kogebog krediteres for.

### Fastelavn rundt omkring i Danmark

#### Amager
På Amager findes en meget lang tradition med fastelavnsoptog til hest. Rytterne besøger gårde og handlende, der byder på punch. Der rides fastelavn i Sundby lørdag, Dragør søndag, St. Magleby mandag, og i Ullerup om onsdagen i fastelavnsugen.
I St. Magleby og Ullerup er det udelukkende mænd, der deltager.

#### Bornholm
Fastelavnsridning med tøndeslagning og ringridning er udbredt på Bornholm. De bornholmske rideklubber, der blev stiftet i 1930'erne, arrangerer festlighederne for alle køn og alle aldre.

#### Tikøb
I Tikøb har man et fastelavnsoptog hvert år, som minder lidt om fastelavnsoptogene i Tyskland, selv om der ikke er lige så mange  involveret.

#### Vanløse
De seneste par år har der været tradition for et stort anlagt fastelavnsoptog i Vanløse i weekenden op til fastelavnsmandag.

#### Veksø
Veksø har en fastelavnsklub, som også laver fastelavnsoptog. Tradition siden 1910. Det er kun mænd, der deltager i fastelavnsridningen og også kun mænd i klovnevognene.

#### Ærø
På Ærø er der tradition for, at en flok af byens børn vækker hele byen, mens de synger om dagens indtagelse af fastelavnsboller fra kl. fem om morgenen. 
Derudover er der tradition for, at øens voksne bærer maske hele dagen,(primært fra aften, de går rundt i byen og kun de huse hvor der er lys uden for må de gå ind i. Når man er kommet ind skal værten gætte hvem der gemmer sig bag masken, under besøget indtages der oftest punch, værten har tre gæt. Inden man forlader huset skal masken falde, hvis man ikke er blevet gættet.) Indtil de mødes til maskefald kl. 00.00 hvor alle masker falder.

#### Østjylland
Fastelavnssoldater

#### Aarhus
I Aarhus holdes der tøndeslagning på cykel i forbindelse med cykelløbet Grote Prijs på Aarhus Cyklebane.
Der var fastelavnsoptog i perioden 1830'erne indtil 1976 kaldet Sluppen.

## Karneval i Danmark
Inspireret af karneval i Brasilien har der været og er stadig flere karnevaler i Danmark, se bl.a. karneval i København, karneval i Aalborg og Assens karneval.

## Fastelavn og karneval i udlandet
Stort set hele det katolske Europa fejrer i dag Fastnacht, fastelovend, Fasching, karneval, carnival, carnavale eller en tilsvarende fest. I sydstaterne i USA hedder festen 
Mardi Gras, der betyder fedetirsdag, dagen før fasten.

### Italien
Et af de kendteste italienske karnevaler foregår i Venedig, en tradition genoplivet i 1970'erne af Venedigs hotelbranche, der stod med tomme værelser i hele februar. I dag er hotellerne fuldt booket til karnevalet.

### Spanien
Det vigtigste karneval i Spanien og et af de største i verden er Karneval de Santa Cruz de Tenerife fulgt af Karneval de Cadiz.

### Tyskland, Rheinland
I store dele af Tyskland, men mest i Rheinland (Düsseldorf-, Köln-, Bonnområdet og i SV-Tyskland er der meget store fastelavnstraditioner. De begynder så småt den 11. november året før og har arbejdet til askeonsdag. Det hele kulminerer 3-6 dage før askeonsdag i store optog med en lokale traditioner og underholdning på dialekt.

### Schweiz
I Schweiz forekommer fastelavn traditionelt kun i de katolske kantoner. Den berømteste undtagelse fra den regel er Basel, selv om den falder en uge senere efter traditionen. Alligevel er der mange traditioner, som ligner fastelavn (men er på en anden tid) også i andre calvinistiske områder som Sächsilüüte i Zürich. I de sidste år har mange calvinistiske egne genoptaget skikken

### Brasilien
Portugiserne tog karnevalstraditionen med til Brasilien i slutningen af 1800-tallet, hvor det er blandet med de indfødtes fester. I 1921 udviklede sig til det karneval, man nu fejrer. Karnevalet i Brasilien består af mange lokale traditioner, med karnevalet i Rio de Janeiro som det mest kendte, med blandt andet en konkurrence mellem sambaskolerne, der inddeles i divisioner ligesom fodbold.

#### Enbloco
En gruppe sambadansende i en parade kaldes en bloco (udtales /blɔku/), dvs. en "blok" på dansk. Normalt er de dansende i én blok klædt i kostumer med samme tema. Sambaskolerne sælger kostumer og adgang til optogene i disse blocos.
eller 

en eller flere indrykker en annonce med mødetid og mødested i en avis og starter et optog med dansere og musikere. Nogle af dem bliver mere og mere organiserede og med tiden udvikler det sig til sambaskoler. Som regel kan alle deltage ved køb af en adgangsbillet. De hedder også en bloco.